# Clã (jogos eletrônicos)

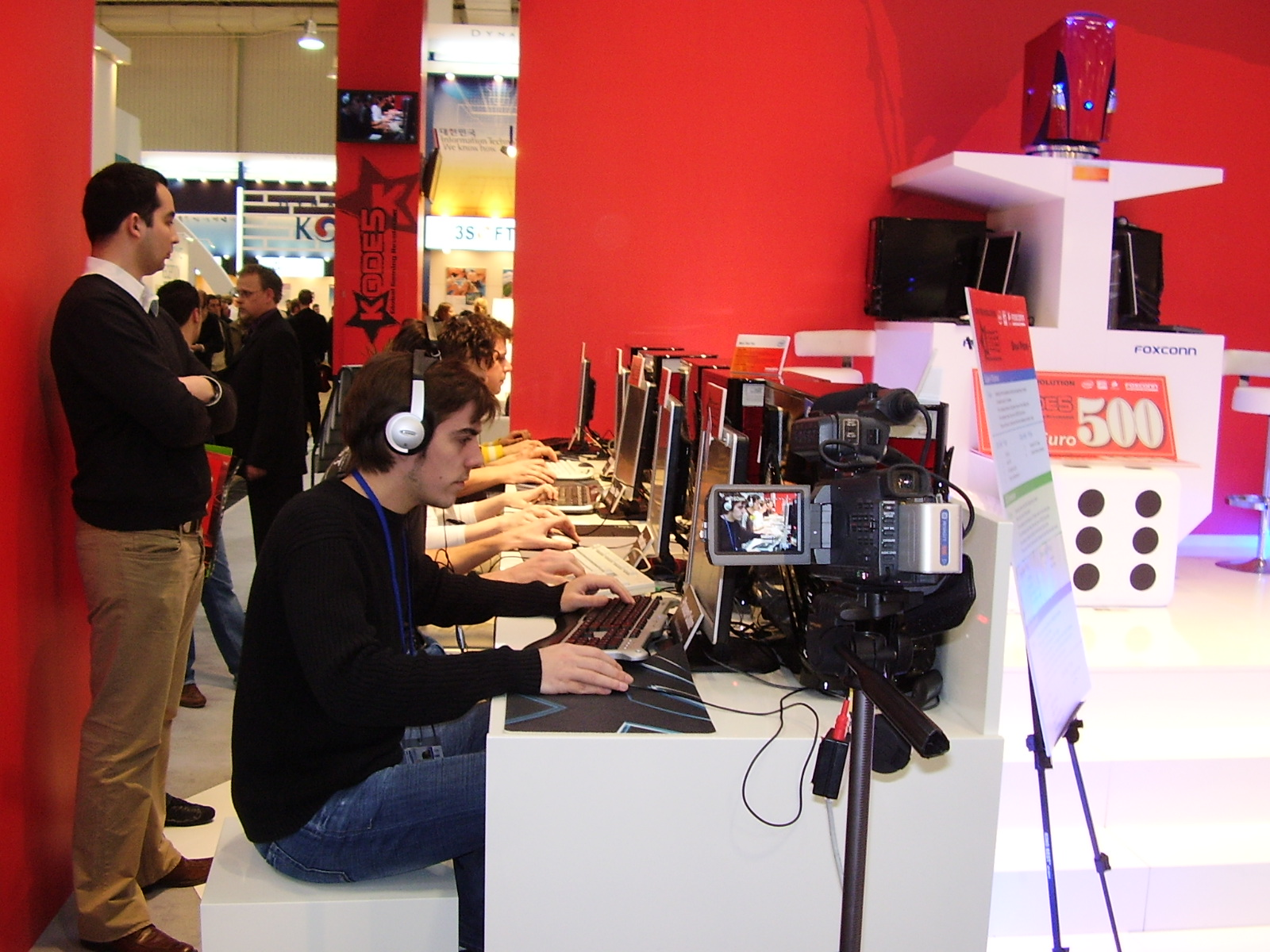
Disputa entre dois clãs de Counter Strike

Um clã, em jogos de computador e de videogame, é um grupo de jogadores que jogam regularmente juntos e em particular em jogos por rede, normalmente como uma equipe. Clãs também agem como um grupo social, com os seus membros reunindo-se tanto online como offline. Outra maneira que se pode descrever um clã é como uma "associação que visa proporcionar assistência e proteção aos seus membros". Em alguns casos, um clã chega a possuir força de influência dentro da comunidade de um jogo e a reunir mais de 200 membros.
Os clãs estão presentes em praticamente todos os gêneros de jogos, no entanto, são mais presentes em jogos onde é necessário que os usuários cooperem entre si para evoluírem, conquistarem objetivos e adquirirem melhores itens, seja em MMORPGs (por exemplo World of Warcraft, Ragnarök Online, RuneScape, Rising Force Online, e Everquest) ou em jogos de outros gêneros como Counter-Strike, Battlefield, Day of Defeat: Source, COD, Gunbound, DotA, Age of Empires, Trackmania Nations, The Duel, entre outros.